# Aldgisl
Aldgisl (også Aldegisel, Aldegisl, Aldgillis, Aldgils og Eadgils, ca. 678) styrede Frisland (som konge eller hertug) i slutningen af syvende århundrede samtidig med Dagobert 2. og er en meget uklar person. Alt, der er kendt om ham, er hans forhold til den berømte helgen, som han nærede og beskyttede, Wilfrid, men han er den første historisk verificerbare hersker over friserne. Hvad den præcise titel på de frisiske herskere var, afhænger af kilden. Frankiske kilder har tendens til at kalde dem hertuger; andre kilder ofte kalder dem konger.
Wilfrid, der var afsat fra sit ærkebispedømme i York, landsforvist fra Northumbria og på vej til Rom for at søge pavelig støtte, landede i Frisland i 678 og blev varmt modtaget af Aldegisel, der underholdt ham i flere måneder under vinteren, sandsynligvis i Utrecht. Ifølge Stephen af Ripon, Wilfrids biograf, opmuntrede Aldegisel Wilfrid i hans missionsvirksomhed og "[friserne] accepterede hans (Wilfrids) undervisning og med få undtagelser blev alle høvdinge døbt af ham i Herrens navn, samt mange tusinde almindelige mennesker." Det er muligt, at Aldegisel var en af de tidlige konvertitter. Det har imidlertid været tvivl om, hvorvidt Wilfrid faktisk var en succes i Frisland, da der ikke er andre tegn på succes for kristendommen der før Sankt Willibrords virke.
Mens Wilfrid var ved Aldegisels hof, tilbød den frankiske Major Domus, Ebroin, en skæppe guldmønter til gengæld for Wilfrid, levende eller død. Aldegisel selv siges at have iturevet og brændt brevet fra den frankiske borgmester foran ambassadørerne og sin husstand. Det er blevet formodet af nogle, at Aldegisels venlighed over for Wilfrid var en form for trods imod frankisk dominans.
Hans efterfølger og muligvis søn var Radbod, der fulgte de ældre hedenske måder og var en fjende af Karl Martell.